# Jolanta Dahlin
Jolanta Dahlin (z domu Szota, ur. 1940, zm. 1991) – szwedzka szachistka polskiego pochodzenia, mistrzyni międzynarodowa.

## Kariera szachowa
Na przełomie lat 60. i 70. należała do ścisłej czołówki polskich szachistek. Pierwszy start w finale mistrzostw kraju zanotowała w 1962 r. w Grudziądzu. Do 1971 r. w finałowych turniejach wystąpiła ośmiokrotnie, zdobywając dwa tytuły wicemistrzyni Polski: w 1967 w Kielcach oraz w 1971 w Piotrkowie Trybunalskim. Oprócz tego, w latach 1966, 1968 i 1969 zajmowała w finałach IV miejsca. Wielokrotnie reprezentowała barwy klubu "Legion" Warszawa w rozgrywkach o drużynowe mistrzostwo Polski, pięciokrotnie (1961, 1963, 1964, 1967, 1969) zdobywając złote medale. W 1971 r. wzięła udział w dwóch turniejach międzynarodowych, zajmując w Braszowie V-VI m., a w Piotrkowie Trybunalskim – V m.
Po wyjściu za mąż za Gunnara Dahlina wyemigrowała do Szwecji i zamieszkała w Göteborgu, gdzie pracowała w firmie handlującej z krajami Europy Wschodniej. W 1973 r. zdobyła tytuł indywidualnej mistrzyni Szwecji, w 1975 r. wystąpiła w turnieju strefowym (eliminacji mistrzostw świata), natomiast w 1976 r. zajęła II m. w międzynarodowym turnieju w Sztokholmie. W latach 1974–1984 czterokrotnie reprezentowała barwy Szwecji na szachowych olimpiadach (w tym na I szachownicy w 1976 r.), w 1974 r. zdobywając złoty medal za najlepszy rezultat na II szachownicy. Łącznie rozegrała 35 olimpijskich partii, w których zdobyła 18 pkt.